# Antonio Francisco Astiazarán Gutiérrez
Antonio Francisco Astiazarán Gutiérrez (* 13. Juli 1971 im Bundesstaat Sonora) ist ein mexikanischer Politiker und seit dem 16. September 2006 Bürgermeister von Guaymas.
Antonio Astiazarán Gutiérrez studierte Jura an der Universität in Hermosillo, erhielt dort seinen Bachelor, bevor er später an der University of Essex seinen Master erwarb.
Gutiérrez gehört der Partido Revolucionario Institucional an. Vor seinem Bürgermeisteramt bekleidete er diverse Posten auf bundesstaatlicher Ebene. Am 16. September 2006 trat er schließlich das Amt des Bürgermeisters von Guaymas an. Im Juni 2007 wurde Gutiérrez von Eduardo Bours, dem Gouverneur des Bundesstaates Sonora, für die Erfolge bei der Modernisierung der Müllentsorgung von Guaymas ausgezeichnet. 
Gutiérrez ist verheiratet und hat zwei Kinder.